# Stictigramma
Stictigramma is een geslacht van vlinders van de familie spinneruilen (Erebidae), uit de onderfamilie Calpinae.

## Soorten
- S. kasyi Wiltshire, 1971
- S. leechi Wileman, 1915
- S. limbata Wileman, 1915
- S. lobbichleri Wiltshire, 1968
- S. steniptera Hampson, 1926